# Andrés de Poza
Andrés de Poza Yarza (* ca. 1530 in Orduña; † 18. Oktober 1595 in Madrid: einfacher bekannt als Lizentiat Poza) war ein Jurist, Geograf, Linguist und spanischer Schriftsteller.  

## Leben
Der Sohn eines Händlers und jüdischen Konvertiten ist möglicherweise erst 1535 in Antwerpen von einer flämischen Mutter geboren worden. Er war der Vater des Jesuiten Juan Bautista de Poza (Bilbao, 1588 – Cuenca (Ecuador), 1659). 
Nach einem neunjährigen Studium an der Universität Löwen verfolgte er eine militärische und politische Karriere, gefördert durch den Gouverneur und Generalkapitän von Flandern, Luis de Zúñiga y Requesens. So nahm er die Teilnehmer einer Revolte für Wilhelm I. von Oranien fest und beschlagnahmte Güter der Rebellen in Bergen-op-Zoom, Breda und dem Herzogtum Brabant. Er studierte weitere zehn Jahre an der Universidad de Salamanca, wo er das Lizentiat der Rechte 1570 erwarb, und arbeitete als Anwalt in der Biskaya. Dort heiratete er im Juni 1580 Antonia de Olaeta. Er beherrschte sieben Sprachen und lehrte Kosmografie in San Sebastián in der Nautikschule und in Bilbao, wo er viele Jahre lebte. Er verfasste ein Buch über die Seefahrtskunst Hydrografía (1585), worin er die technischen Bezeichnungen vieler Dinge in mehreren Sprachen festhielt. In De la antigua lengua, poblaciones y comarcas de las Españas fügte er einen der ersten Kataloge der romanischen Sprachen im Anschluss an Julius Caesar Scaliger ein. Er vertrat den Vascoiberismus, also die Ansicht, dass die baskische Sprache eng mit der iberischen zusammenhänge.

## Schriften
- Memorial del Licenciado Andrés de Poza solicitando una plaza de asiento en las Indias, 1584.
- Hydrografía la más curiosa que hasta aquí ha salido a luz, en que demás de un derrotero general, se enseña la navegación por altura y derrota, y la del Este Oeste: con la graduación de los puertos y la navegación al Colayo por cinco vías diferentes…, Bilbao: Matías Marés, 1585; pudo haber una segunda edición en 1625; pero la que se conoce es otra unida a la de Antonio Mariz Carneiro, Hidrografía la más curiosa que hasta hoy a la luz ha salido, recopilada de varios y escogidos autores de la navegación. Compuesta por Antonio Mariz Carneiro, cosmógrafo del Rey de Portugal y por el licenciado Andrés de Poza, natural de la ciudad de Orduña, dedicado a la provincia de Guipúzcoa San Sebastián: Martín de Huarte, 1675.
- De la Antigua lengua, poblaciones y comarcas de las Españas en que, de paso, se tocan algunas cosas de la Cantabria. Compuesto por el Licenciado Andrés de Poza, natural de la ciudad de Orduña y abogado en el muy noble y leal Señorío de Vizcaya. Dirigido a don Diego de Avendaño y Gamboa, señor de las casas de Urquijo y Olaso, y de la villa de Villareal y sus valles, y ballestero mayor del Rey nuestro Señor Bilbao: Matías Marés, 1587.
- Ad Pragmaticas de Toro et Tordesillas, sive De nobilitate et propietate, 1589.

## Einzelbelege
1. ↑  Carlos González Echegaray: Andrés de Poza en Flandes, in: Euskera, XXXI http://www.euskaltzaindia.net/dok/euskera/50454.pdf
2. ↑  José Ignacio Salazar Arechalde: EL LICENCIADO ANDRÉS DE POZA¿UN JUDÍO CONVERSO? In: Aztarna. Band 40, Nr. 12, 2010 (aztarna.es [PDF]).

| Personendaten    | Personendaten                               |
| ---------------- | ------------------------------------------- |
| NAME             | Poza, Andrés de                             |
| ALTERNATIVNAMEN  | Poza y Yarza                                |
| KURZBESCHREIBUNG | spanischer Offizier, Kosmograf und Linguist |
| GEBURTSDATUM     | 1530                                        |
| GEBURTSORT       | Orduña                                      |
| STERBEDATUM      | 18. Oktober 1595                            |
| STERBEORT        | Madrid                                      |